# انریکه گیمارائینس
انریکه گیمارائینس (پرتغالی: Henrique Guimarães؛ زادهٔ ۹ سپتامبر ۱۹۷۲) جودوکار اهل برزیل بود.